# Medical Top Team
Medical Top Team (hangeul: 메디컬탑팀, latinizzazione riveduta: Medikeol Tap Tim) è una serie televisiva sudcoreana trasmessa su MBC dal 9 ottobre al 12 dicembre 2013. Protagonisti della serie sono Joo Ji-hoon, Kwon Sang-woo e Jung Ryeo-won.

## Trama
Protagonista della serie, ambientata all'ospedale fittizio della Gwanghae University, è un'équipe di medici sudcoreani, provenienti da varie parti del Paese: in questa équipe sono stati ammessi coloro che sono considerati i migliori specialisti nel proprio campo.

## Personaggi
- Park Tae-shin, interpretato da Kwon Sang-woo
- Seo Joo-young, interpretata da Jung Ryeo-won
- Han Seung-jae, interpretato da Ju Ji-hoon
- Choi Ah-jin, interpretata da Oh Yeon-seo
- Kim Seong-woo, interpretato da Choi Minho

### Personaggi secondari
- Shin Hye-soo, interpretata da Kim Young-ae
- Jang Yong-seop, interpretato da Ahn Nae-sang
- Jo Joon-hyuk, interpretato da Park Won-sang
- Yoo Hye-ran, interpretata da Lee Hee-jin
- Bae Sang-kyu, interpretato da Alex Chu
- Jung Hoon-min, interpretato da Kim Ki-bang
- Yeo Min-ji, interpretata da Jo Woo-ri
- Lee Doo-kyung, interpretato da Kim Sung-kyum
- Hwang Cheol-goo, interpretato da Lee Dae-yeon

## Produzione
Le riprese della serie iniziarono nell'agosto 2013.

## Ascolti
| Episodio | Data di trasmissione | Dati TNMS           | Dati TNMS                  | Dati AGB            | Dati AGB                   |
| Episodio | Data di trasmissione | A livello nazionale | Area metropolitana di Seul | A livello nazionale | Area metropolitana di Seul |
| -------- | -------------------- | ------------------- | -------------------------- | ------------------- | -------------------------- |
| 1        | 9 ottobre 2013       | 6,5%                | 6,8%                       | 7,3%                | 8,5%                       |
| 2        | 10 ottobre 2013      | 6,5%                | 7,4%                       | 7,0%                | 7,1%                       |
| 3        | 16 ottobre 2013      | 6,5%                | 7,1%                       | 7,2%                | 8,3%                       |
| 4        | 17 ottobre 2013      | 6,3%                | 7,2%                       | 6,1%                | 6,6%                       |
| 5        | 23 ottobre 2013      | 5,6%                | 6,1%                       | 5,5%                | 5,8%                       |
| 6        | 24 ottobre 2013      | 5,9%                | 6,3%                       | 5,8%                | 6,1%                       |
| 7        | 30 ottobre 2013      | 4,7%                | 5,1%                       | 4,9%                | 5,1%                       |
| 8        | 31 ottobre 2013      | 5,9%                | 6,0%                       | 6,4%                | 6,8%                       |
| 9        | 6 novembre 2013      | 5,2%                | 6,4%                       | 4,4%                | 5,0%                       |
| 10       | 7 novembre 2013      | 4,7%                | 5,0%                       | 3,8%                | 4,6%                       |
| 11       | 13 novembre 2013     | 4,3%                | 5,3%                       | 3,9%                | 4,6%                       |
| 12       | 14 novembre 2013     | 3,9%                | 4,5%                       | 3,6%                | 4,3%                       |
| 13       | 20 novembre 2013     | 6,0%                | 7,0%                       | 5,7%                | 6,0%                       |
| 14       | 21 novembre 2013     | 5,7%                | 6,5%                       | 6,0%                | 6,9%                       |
| 15       | 27 novembre 2013     | 5,7%                | 5,9%                       | 5,5%                | 6,5%                       |
| 16       | 28 novembre 2013     | 5,5%                | 5,8%                       | 5,1%                | 5,8%                       |
| 17       | 4 dicembre 2013      | 6,0%                | 7,0%                       | 5,4%                | 5,8%                       |
| 18       | 5 dicembre 2013      | 5,3%                | 5,7%                       | 5,8%                | 6,7%                       |
| 19       | 11 dicembre 2013     | 5,0%                | 6,0%                       | 5,3%                | 6,0%                       |
| 20       | 12 dicembre 2013     | 5,5%                | 6,0%                       | 5,6%                | 6,2%                       |
| Media    | Media                | 5,5%                | 6,1%                       | 5,5%                | 6,1%                       |

## Colonna sonora
1. I'll Be There (시간에 기대어) – Lim Jeong-hee
2. Can You Feel Me? – Melody Day
3. Light (불빛) – John Park
4. I Hear You – Mooy & Miro
5. That Place (그 자리에) – Jang Yi-jung degli History
6. 탑팀의 활약 – Kim Joon-suk
7. Medical Top Team (메디컬 탑팀) – Kim Joon-suk
8. 성공의 환희 – Jung Se-rin
9. 사랑과 우정 – Jung Se-rin
10. Code Blue (코드블루) – Jung Hee-jung
11. Emergency – Kim Joon-suk
12. 야망 – Lee Hyo-jung
13. 눈앞의 벽 – Lee Hyo-jung
14. 파란병원 – Jung Se-rin
15. 탑팀의 하루 – Jung Se-rin
16. 의사 박태신 – Jung Se-rin
17. 탑팀 결성 – Kim Joon-suk
18. 갈등과 고민 – Kim Joon-suk
19. 삶의 기쁨 – Jung Se-rin
20. 독하고 쓸쓸하게 나의 길을 가련다 – Jung Se-rin
21. Blue Love – Jung Se-rin
22. 수술현장 – Lee Hyo-jung
23. Chaos – Lee Hyo-jung
24. Janus – Jung Hee-jung
25. Disturb – Jun Se-jin
26. Portentous Question – Kwon Won-jin
27. Dejavu – Kwon Won-jin
28. Doctor's Blues – Jun Se-jin
29. Something There – Lee Yoon-ji
30. 고된 과정 – Kim Joon-suk

## Riconoscimenti
| Anno | Premio               | Categoria                                     | Ricevente     | Risultato   |
| ---- | -------------------- | --------------------------------------------- | ------------- | ----------- |
| 2013 | MBC Drama Awards     | Top Excellence Award, Actor in a Miniseries   | Kwon Sang-woo | Candidato/a |
| 2013 | MBC Drama Awards     | Top Excellence Award, Actress in a Miniseries | Jung Ryeo-won | Candidato/a |
| 2013 | MBC Drama Awards     | Excellence Award, Actor in a Miniseries       | Ju Ji-hoon    | Candidato/a |
| 2013 | MBC Drama Awards     | Best New Actor                                | Choi Minho    | Candidato/a |
| 2014 | Baeksang Arts Awards | Most Popular Actor (TV)                       | Choi Minho    | Candidato/a |